# Cord von Bestenbostel

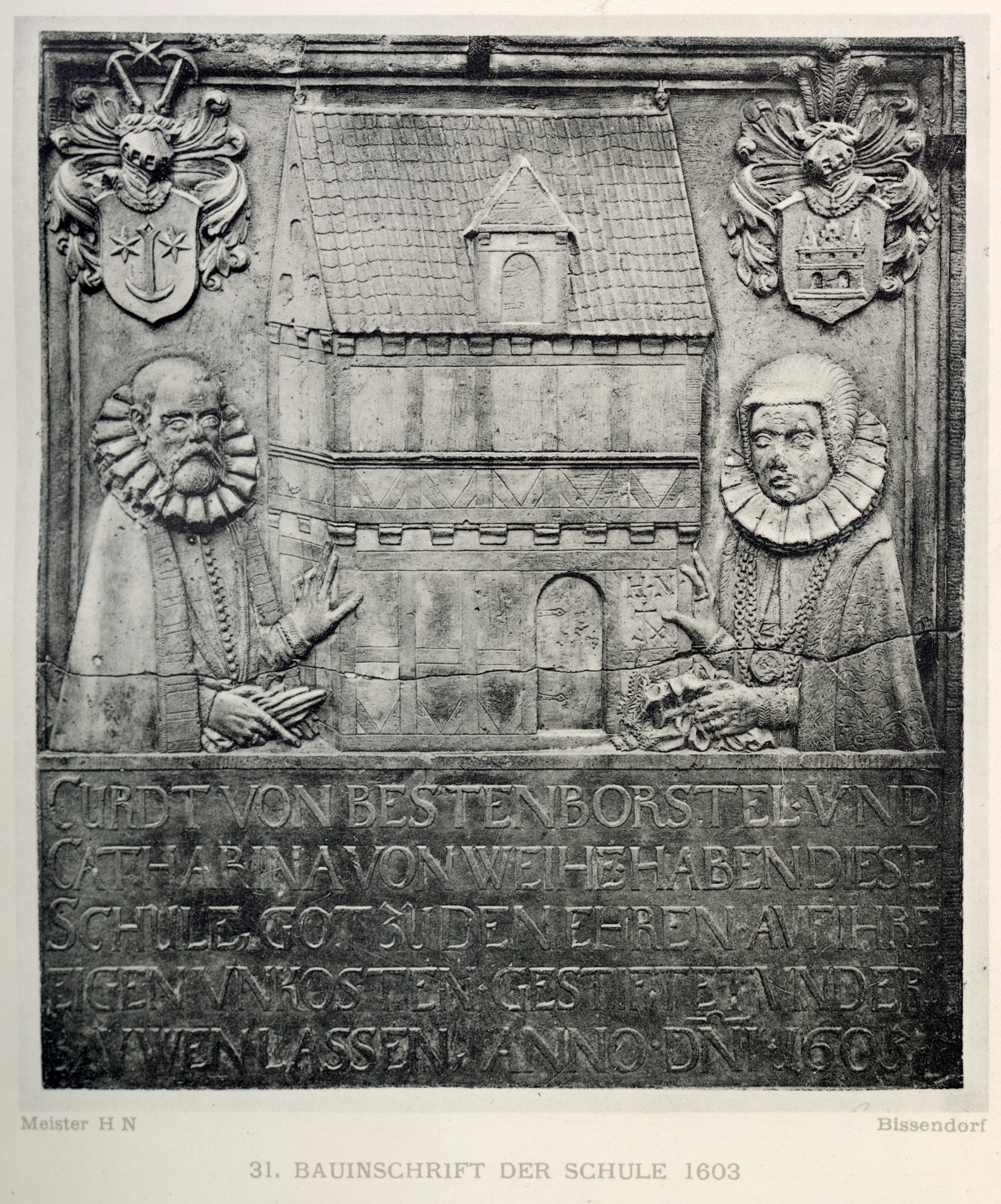
„CURDT VON BESTENBORSTEL VND CATHARINA VON WEIHE...“;
Bauinschrift der Bissendorfer Schule mit Abbildung der StifterIn und deren Wappen von „Meister H N“

Cord von Bestenbostel (geboren vor 1590 in Bestenbostel; gestorben 23. April 1621 in Bissendorf) war ein deutscher Amtsvogt.

## Leben

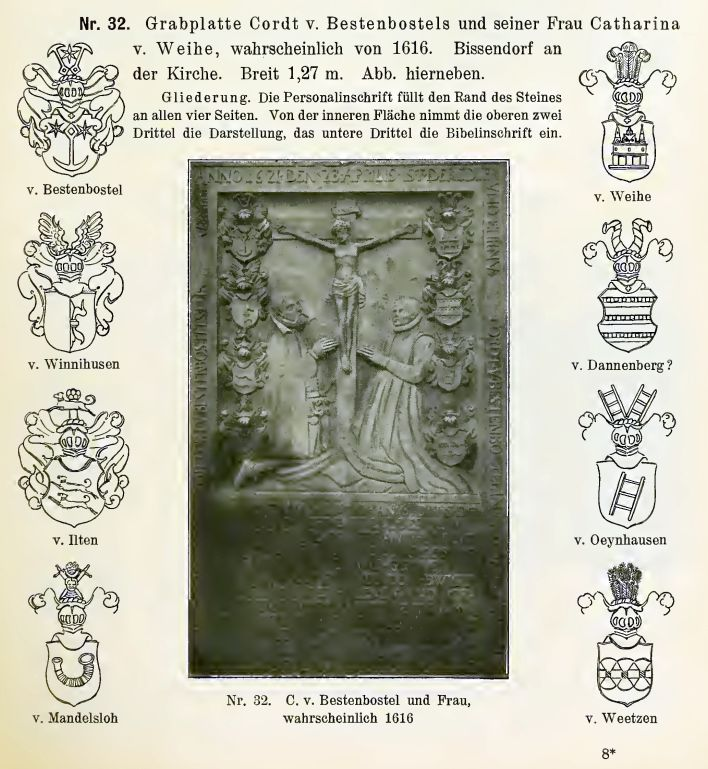
„Grabplatte Cordt v. Bestenbostel und Catharina v. Weihe“ mit den acht Herkunfts-Wappen ihrer Familien

Der aus dem niedersächsischen Adelsgeschlecht von Bestenbostel stammende und auf dem – damals bereits viergeteilten – Gut Bestenbostel in Bestenbostel in der Wedemark stammende Cord von Bestenbostel gilt als der Bekannteste unter den Bissendorfer Amtsvögten. Sein Amt übte er von 1590 bis in sein Todesjahr 1621 aus.
Er war verheiratet mit Katharina von Weyhe, die ein größeres Vermögen in die Ehe einbrachte. Durch diese Mittel konnte von Bestenbostel um 1604 in Bissendorf eine eigenständige Schule stiften sowie das Geld für eine Lehrerstelle neben der des Küsters. Zudem stiftete der Amtsvogt Kapital für „die Schulen in Mellendorf und Brelingen.“
Von Bestenbostel war Eigentümer der bereits 1575 erwähnten Viehbruchsmühle in Berkhof.
Von Bestenbostels Ehefrau starb vor ihrem Ehemann am 12. Februar 1616; dasselbe Jahr gilt als mutmaßliches Entstehungsjahr der im Stil der Renaissance gestalteten und an der Bissendorfer St.-Michaelis-Kirche angebrachten Grabplatte, die der Historiker Carl Schuchhardt dem Bildhauer „H. N.“ zuschreibt, der zuvor 1603 für dieselben Personen schon den Widmungsstein an der Bissendorfer Schule gefertigt hatte.
Wappenbeschreibung:

„In rothem Felde ein vollständiger silberner Anker mit Ringe, von zwei goldenen Sternen beseitet. Auf dem Helme stehen zwei solche Anker gestürzt und auswärts gekehrt, zwischen welchen ein schwebender goldener Stern. Die Helmdecken sind rechts golden und roth, links silbern und roth.“